# ساموثيريوم
ساموثيريوم (الاسم العلمي: Samotherium)، وتعني ("وحش ساموس"). وهو جنس منقرض من الزرافياتالتي عاشت خلال عصري الميوسيني والبليوسيني في قارتي أوراسيا وأفريقيا. يمتلك الساموثيريوم نتوءات عظمية على رأسه وله أرجل طويلة. وغالبال ما تتجه النتوءات العظمية إلى الأعلى، مع انحناء للخلف، وتكون أكبر للذكور، مع انحناء أكبر، بالرغم من أن الأنواع الصينية (Samotherium sinense)
تتجه النتوءات العظمية المستقيمة للجانب وليس للأعلى. يرتبط هذا الجنس ارتباطا وثيقا مع الشانسيثيريوم. تشير الأدلة الأحفورية إلى أن للساموثيريوم خطم مستدير، مما يشير إلى أسلوب حياة الرعي والموائل تتكون من الأراضي العشبية. ومن الحيوانات المفترسة الشائعة لهذا الجنس هو الأمفيماكيرودس (Amphimachairodus).
وفقًا لعالم الأحياء ريتشارد إليس، فقد تم تصوير جمجمة الساموثيريوم على مزهرية يوناني قديمة على أنه وحش يقاتل هرقل.